# Alec Potts
Alec Potts (ur. 25 lutego 1996) – australijski łucznik sportowy, brązowy medalista olimpijski z Rio de Janeiro.
Startuje w konkurencji łuków klasycznych. Zawody w 2016 były jego pierwszymi igrzyskami olimpijskimi. W Brazylii zajął 3. miejsce w drużynie, australijski zespół tworzyli także Ryan Tyack i Taylor Worth.